# Andrena subtrita
Andrena subtrita är en biart som beskrevs av Cockerell 1910. Andrena subtrita ingår i släktet sandbin, och familjen grävbin. Inga underarter finns listade i Catalogue of Life.